# Pjotr Besčastnov

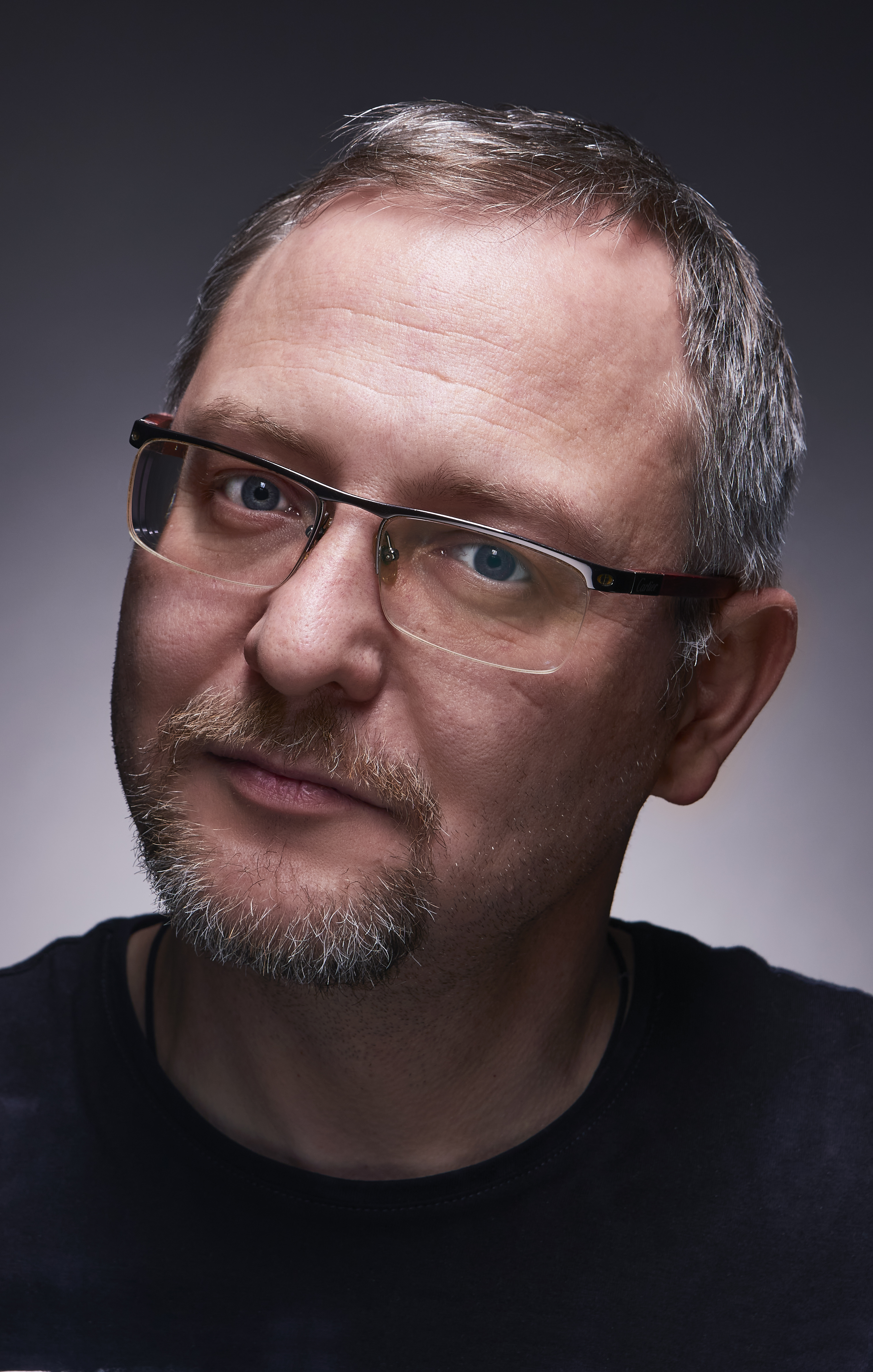
Pjotr Nikolaevič Besčastnov v roce 2019

Pjotr Nikolaevič Besčastnov (4. července 1978, Moskva – 27. prosince 2023, tamtéž) byl ruský umělecký fotograf, umělecký kritik, učitel, autor monografií, učebnic a učebních pomůcek o fotografii a designu. Vnuk autora klasických sovětských blahopřejných pohlednic Ivana Dergiljova. Syn umělkyně Jeleny Děrgiljové.

## Životopis
Narodil se 4. července 1978 v Moskvě v rodině umělců N. P. Besčastnova a Jeleny Děrgiljové. V roce 2000 absolvoval s vyznamenáním Fakultu užitého umění Moskevské státní textilní univerzity, byl členem Moskevského svazu umělců a Svazu ruských fotografů. Od roku 2002 spolupracoval jako reklamní fotograf s předními společnostmi – světovými výrobci automobilů, textilu, šperků, kosmetiky a potravinářských výrobků. Od roku 2002 spolupracoval jako reklamní fotograf s předními světovými značkami v různých oborech a tiskovými vydavatelstvími: LG Group, Lada, Jaguar, Bausch+ Loms, GameLand, White City vydavatelství, VisaVis a další. Od roku 2003 působil v oblasti výtvarné výchovy. (Moskevská státní textilní univerzita A.N. Kosyginova, Rodčenkova Moskevská škola fotografie a multimédií , Moskevská státní univerzita designu a technologie, Ruská státní univerzita A. N. Kosyginova /Moskevská státní univerzita designu a technologie - Technologie. Design. Umění/). V roce 2003 obhájil disertační práci „Umělecký design tištěných textilních návrhů s využitím fototechnologií“ a získal titul kandidát věd v oblasti dějin umění. V roce 2011 mu byl udělen akademický titul docent na katedře dekorace textilních výrobků Moskevské státní technické univerzity A. N. Kosygina. V roce 2015 spolu s Nikolajem Besčastnovem organizoval školení umělecké fotografie v bakalářských a postgraduálních programech na Ruské státní univerzitě A. N. Kosygina. Od roku 2015 byl vedoucím učitelem předmětu „Umělecká fotografie a digitální grafika“ na bakalářské úrovni a vedoucím magisterského programu „Reklamní fotografie a umělecká fotografie“ na Ruské státní univerzitě A. N. Kosygina.
Pjotr Besčastnov zemřel 27. prosince 2023, bylo mu 45 let.

## Tvorba
Oblast tvůrčích zájmů: umění a reklamní fotografie, fotodesign, způsoby získávání fotografického obrazu, foto ornament a výtvarná výchova.
Je autorem monografií a řady učebnic pro vysoké školy výtvarného umění a designu.

### Monografie
- “Textilní fotokresba” - Moskva: Univerzita A. N. Kosygina, 2007, 233 s.
- “Textilní foto ornament” - Moskva: Univerzita A. N. Kosygina, 2011, 252 s.[2]
- „Základy kompozice (historie, teorie a moderní praxe): monografie“ - Moskva: Moskevská státní univerzita designu a technologie „MGUDT“, 2015, 228 s.
- „Design textilních fotografických ozdob a fototapet (vznik a vývoj)“ - Moskva: Federální státní rozpočtová vzdělávací instituce vysokoškolského vzdělávání Moskevská státní univerzita designu a technologie „MGUDT“, 2015

### Vzdělávací publikace
- „Základy kompozice“ - Moskva: Univerzita A. N. Kosygina, 2007
- „Fotografie“ - Moskva: Univerzita A. N. Kosygina, 2010
- „Vytváření snímků na počítači“ - Moskva: Univerzita A. N. Kosygina, 2010
- „Výuka počítačové fotografie v designu“ - Moskva: Moskevská státní univerzita designu a technologie (MGUDT), 2013[3]

Fotografie autora jsou v soukromých a muzejních sbírkách v Rusku a západní Evropě.

### Výstavy
Od roku 2005 se Pjotr Besčastnov zúčastnil mnoha výstav v Rusku i v zahraničí
- 2011 (duben-květen) - „Moje Rusko“, Turku, Finsko
- 2011 „Panorama of Life“, Moskva (samostatná výstava)
- 2012 (leden-únor) - „Moje Rusko“, Turku, generální konzulát Ruska
- 2014 (květen–červen) – „Touching Turku“, Turku, Finsko (samostatná výstava) (http://dergileva.com/prikosnovenie-k-turku/ )
- 2019 (květen-červenec) - „Objective World“, Moskva, Ruská státní univerzita A. N. Kosygina

### Ocenění
- Diplomy z mezinárodních a ruských uměleckých výstav